# Джеймс, Лэйна Дин
Лэйна Дин Джеймс (англ. L. Dean James, род. 1947, неизвестно) — американская писательница в жанре фэнтези и ужасов. Её роман «Зимний крик» в соавторстве с Крис Карри был номинирован на премию Брэма Стокера 1991 года как лучший первый роман.

### Романы
- Sorcerer's Stone (1991, TSR, ISBN 1-56076-074-5)
- Winter Scream (1991, Pocket, ISBN 0-671-68433-7, в соавторстве с Крис Карри[англ.])
- Kingslayer (1992, TSR, ISBN 1-56076-398-1)
- The Book of Stones (1993, TSR, ISBN 0-09-931701-X (UK), ISBN 978-1-56076-639-1 (US))
- Summerland (1994, Avon, ISBN 978-0-380-77325-1)
- Mojave Wells (1994, Avon, ISBN 0-380-77324-4)
- Cowgirls of the Mariposa (как Lana Dean James, 1995, Harpercollins, ISBN 0-06-106369-X)

Источники: